# Iasos (fill d'Argos)
D'acord amb la mitologia grega, Iasos (en grec antic Ϊασος), fou un rei d'Argos, fill d'Argos i d'Ismene (però alguns el consideren fill de Tríopas). Totes les tradicions el fan pare d'Io, la nimfa amant de Zeus.
Iasos, en la tradició que el fa fill de Tríopas, va repartir-se amb els seus germans el Peloponnès, i obtingué la regió de l'oest, amb l'Èlida, mentre que Pelasg rebia l'est i fundava Larissa. Agènor va heretar del seu pare la cavalleria, amb la que no va trigar gaire a desposseir els seus dos germans.